# Pakrac
Pakrac [ˈpakrats] (deutsch veraltet Pakratz) ist eine Stadt in Kroatien.

## Geographische Lage
Pakrac liegt in einem Tal in der Gespanschaft Požega-Slawonien, 165 m über dem Meeresspiegel. Durch das Zentrum der Stadt fließt die Pakra, welche die Stadt in ein links- und ein rechtsseitiges Stadtgebiet teilt.

## Bevölkerung
Vor dem Kroatienkrieg waren die Serben mit über 40 % die größte Bevölkerungsgruppe, gefolgt von Kroaten mit etwas unter 40 % und einigen Minderheiten. Heute sind die Kroaten mit 72,9 % die größte Bevölkerungsgruppe. Des Weiteren gibt es noch Serben (15,8 %), Italiener (4,8 %), Tschechen und Ungarn.
Nach der letzten Volkszählung im Jahr 2011 zählte die Stadt 8460 Einwohner.

## Geschichte
Die erste gesicherte geschichtliche Erwähnung stammt aus dem Jahr 1237 und berichtet von einer damals noch Pekriz genannten Siedlung von Kreuzfahrern (Templer), die später (~1312) von Ivanovcen (Johannitern) eingenommen wurde.
Mitte des 16. Jahrhunderts wurde Slawonien von den Osmanen erobert. Im Jahre 1538 wurde der Sandschak Požega und anschließend, im Jahre 1557, der Sandschak Pakrac gegründet. Somit blieb Pakrac bis zum Frieden von Karlowitz (1699) Teil des osmanischen Eyalet Bosnien – danach fiel es wieder an die Habsburger.

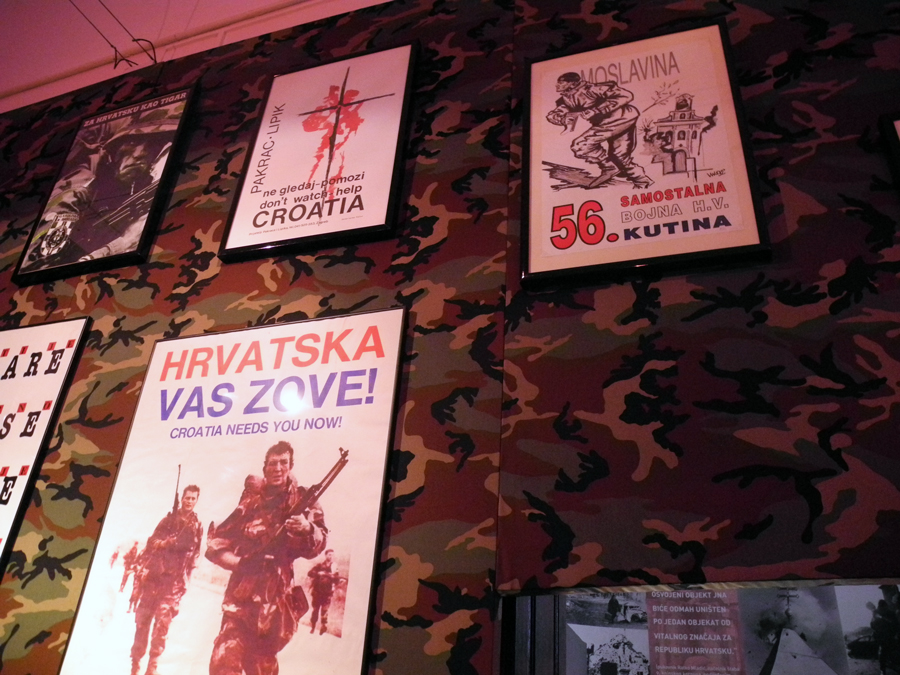
Hrvatska vas zove! (links unten), das berühmte Rekrutierungsplakat zeigt Angehörige der späteren 117. Koprivnica Brigade der Nationalgarde bei Kämpfen um Pakrac im August 1991.

Pakrac blieb während der Zeit des Kroatienkriegs in kroatischer Hand und wurde als Frontstadt hart umkämpft, wobei viele historische Bauten schwer beschädigt wurden. Viele westlich liegende Dörfer waren vor dem Krieg mehrheitlich von Serben bewohnt und wurden von 1991 bis 1995 während des Krieges von diesen gehalten. 1995 wurden die von den Serben besetzten Dörfer und Wälder schließlich durch die Operation Bljesak (Blitz) der kroatischen Armee, die durch kroatische Polizeieinheiten unterstützt wurde, eingenommen.

## Infrastruktur
Die Stadt hat einen Kindergarten, eine Grund- und Mittelschule, eine Musikschule sowie eine öffentliche Bücherei und mehrere Sportvereine. Die im Jahr 1760 erstmals eröffnete Klinik verfügt derzeit über 86 Betten und versorgt neben den Einwohnern von Pakrac auch die Bevölkerung des Umlandes.
Wirtschaftliche Standbeine sind vor allem die Land- und Forstwirtschaft sowie die industrielle Herstellung von Baustoffen.
An das Verkehrsnetz ist Pakrac unter anderem durch eine Fernstraße (Novska-Lipik-Pakrac-Daruvar-Virovitica) und eine Bahnstrecke (Banova  Jaruga-Lipik-Pakrac-Daruvar-Virovitica) sowie mehrere Buslinien angebunden.

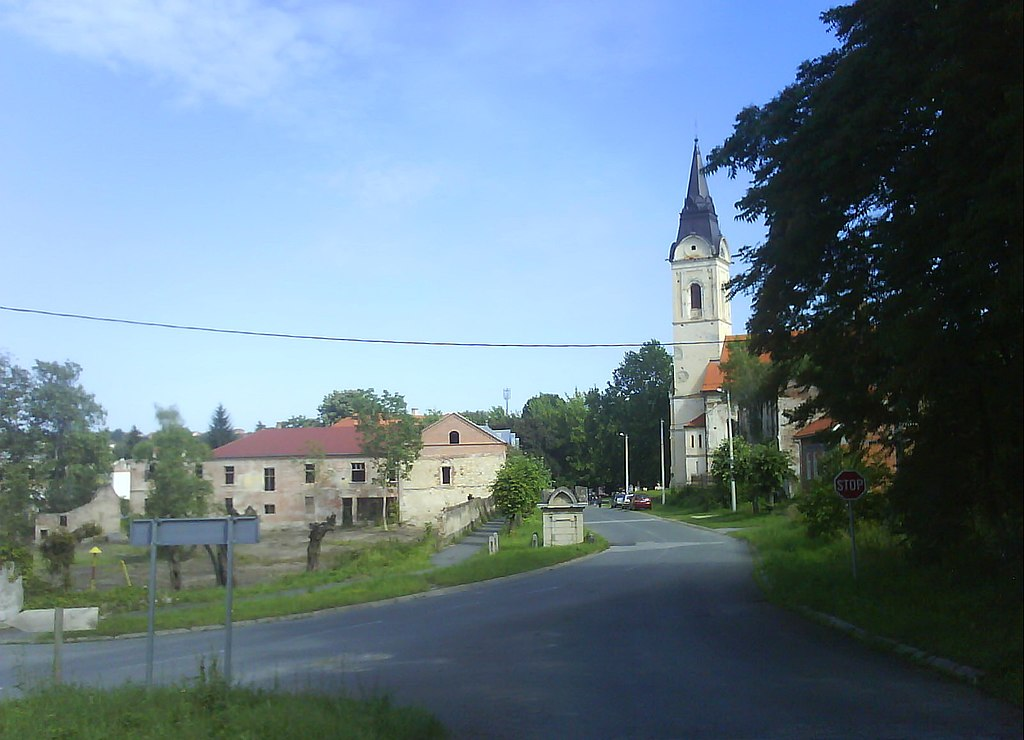
Serbisch-orthodoxe Dreifaltigkeitskathedrale und Bischofspalast in Pakrac

## Denkmäler und Sehenswürdigkeiten

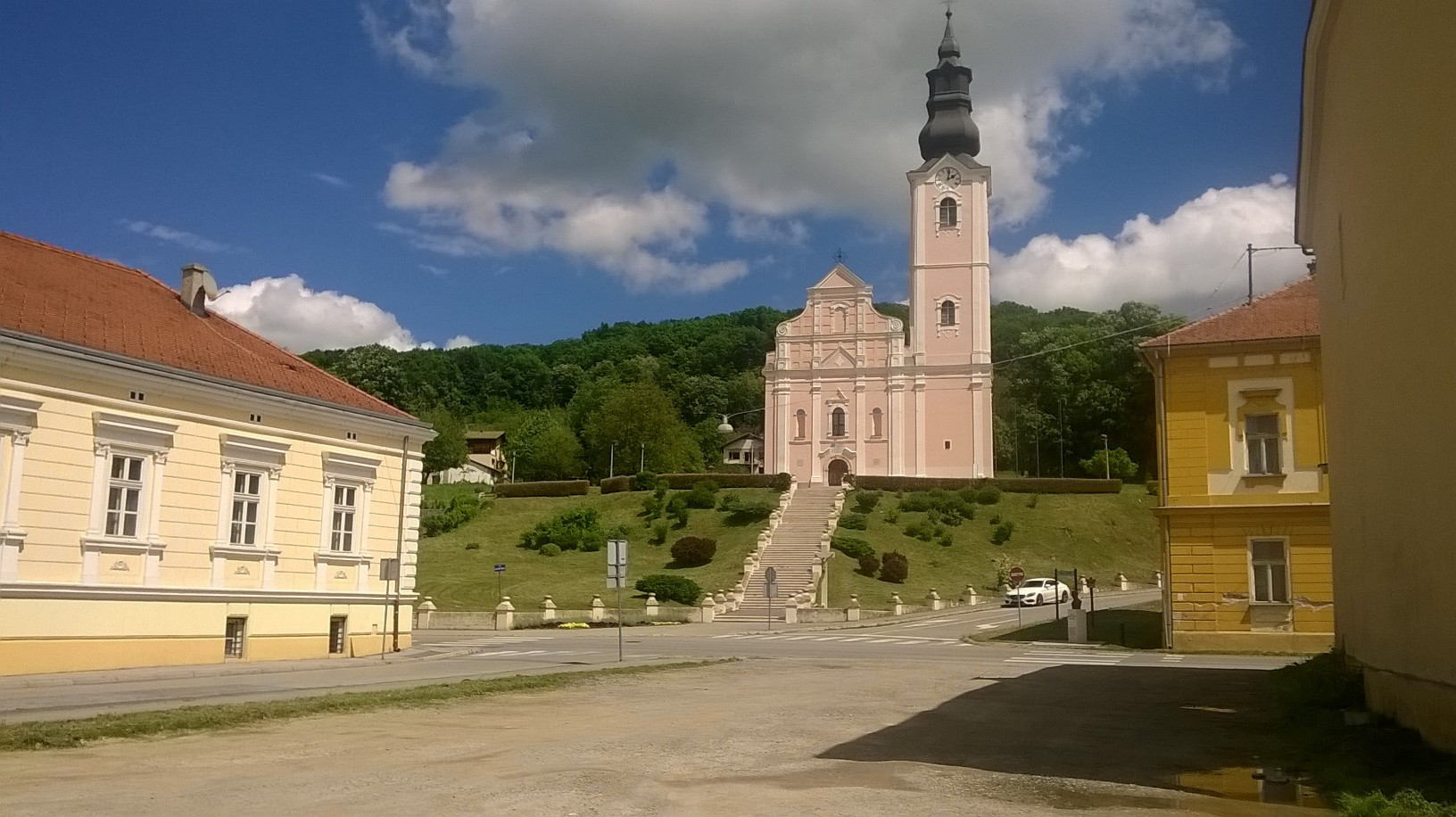
Die katholische Maria-Himmelfahrt-Kirche Uznešenja blažene djevice Marije

- Die katholische Maria-Himmelfahrt-Kirche Uznesenja Blažene Djevice Marije (wurde während des Kroatienkrieges durch serbische Separatisten stark beschädigt und in der Folge wieder instand gesetzt.)
- Die Serbisch-orthodoxe Dreifaltigkeitskirche: wurde ebenfalls schwer beschädigt
- Die Kaserne des Baron Trenk (Vojarna bruna Trenka)
- Der Komplex der Familie Janković (Kompleks zgrada obitelji Janković)
- Der jüdische Wohnsitz David Pick
- Der Spahi-Keller (Spahijski podrum)
- Der Serbisch-orthodoxe Bischofssitz
- Das alte Rathaus (Stara gradska vijećnica)
- Das Stadtmuseum
- Das Denkmal für Franjo Tuđman

## Persönlichkeiten
- Smilja Avramov (1918–2018), Rechtswissenschaftlerin
- Milan Horvat (1919–2014), österreichischer Dirigent
- Zdravko Luburić (* 1942), Schriftsteller
- Jadranka Kosor (* 1953), Politikerin und Journalistin
- Josef Kovač (* 1953), deutscher Kaufmann, Sachbuchautor, Verleger und Hochschullehrer
- Zoran Erceg (* 1985), serbischer Basketballspieler
- Teo Brkić (* 2000), Fußballspieler